# Josef von Mering

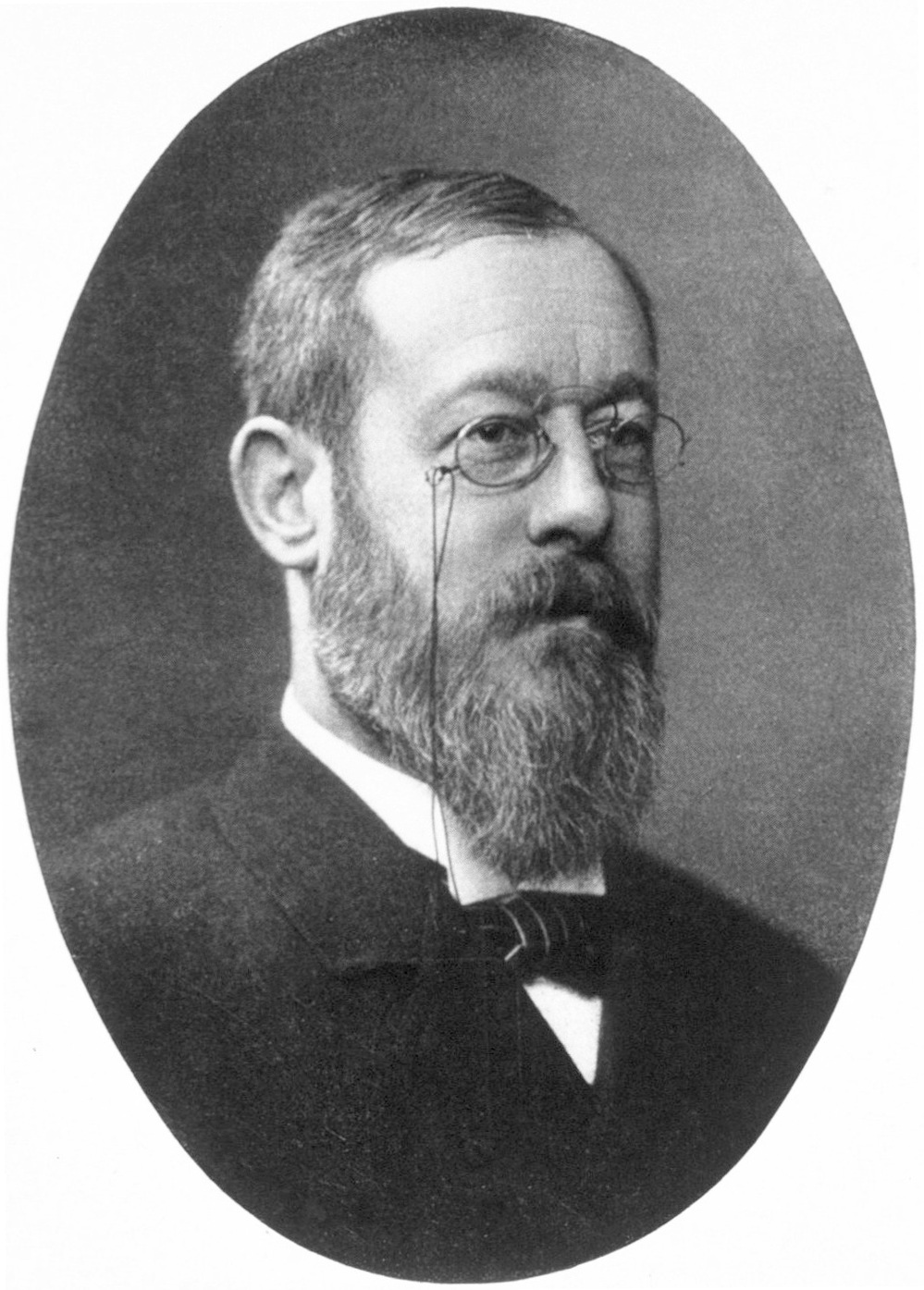
Josef von Mering

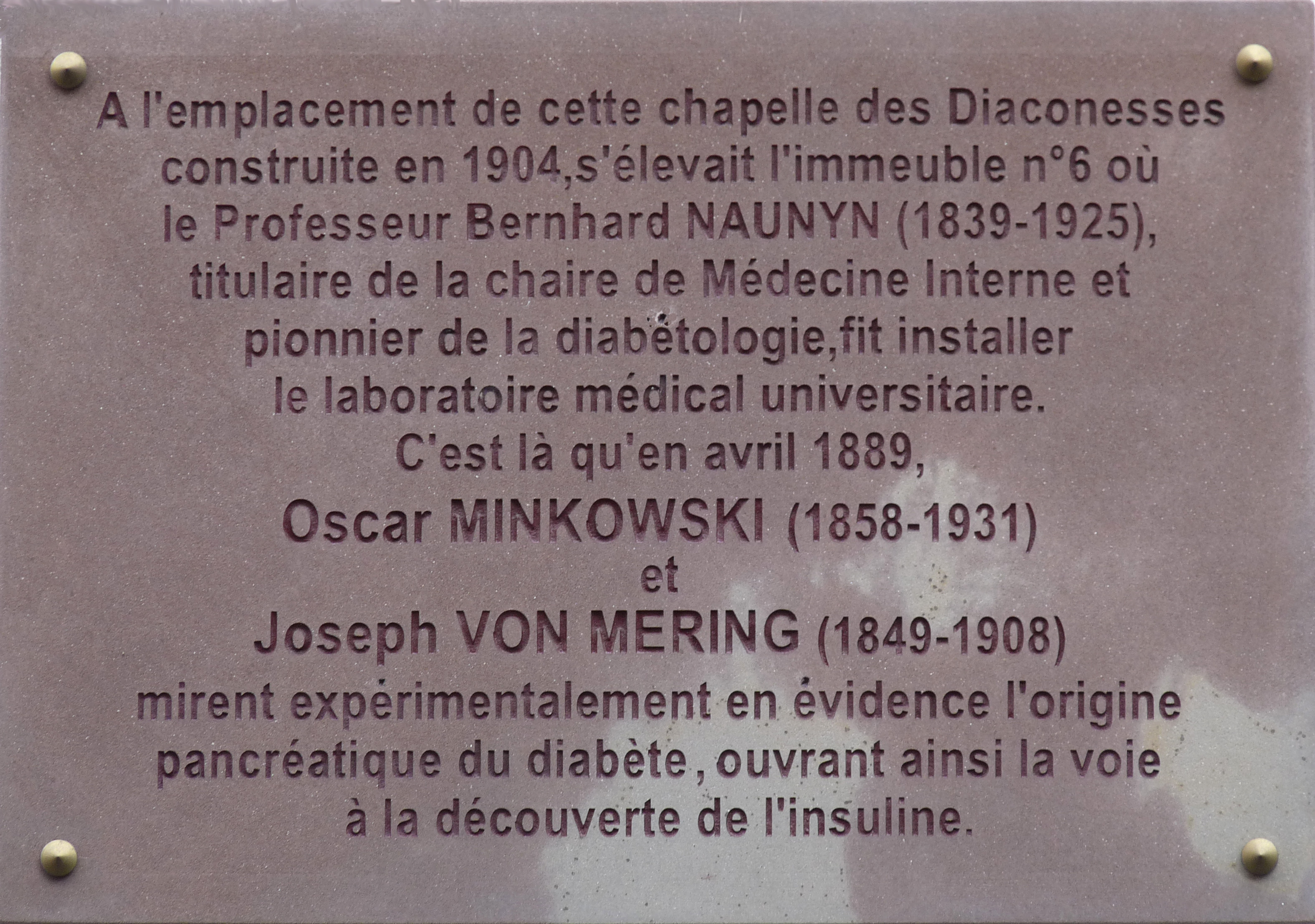
Gedenktafel in Straßburg

Josef Freiherr von Mering, auch Joseph ... (* 28. Februar 1849 in Köln; † 5. Januar 1908 in Halle an der Saale) war ein deutscher Mediziner und forschte auf dem Gebiet der Physiologie und Pharmakologie.

## Leben
Josef von Mering entstammte einer Familie des rheinisch-katholischen Landadels. Sein Vater Friedrich Everhard von Mering (1799–1861), reich geboren, verarmt aber während der Franzosenzeit, schlug sich als Regionalhistoriker und Privatgelehrter durchs Leben. 1843 heiratete er die um 22 Jahre jüngere, aus katholischem Hause stammende Bürgerstochter Ursula Schmitz, die ihm bereits seit einigen Jahren den Haushalt geführt hatte. Dieser Ehe entstammten zwei Töchter und der am 18. Februar 1849 geborene, standesamtlich am 1. März 1849 eingetragene Friedrich Everhard Anton Joseph Julius (No. 613 im Geburtsregister der Gemeinde Köln).
Josef von Mering studierte Medizin an den Universitäten Bonn, Greifswald und Straßburg. An der Universität Straßburg wurde er im Jahr 1874 bei Felix Hoppe-Seyler promoviert, 1886 wurde er dort auch außerordentlicher Professor. Im Jahr 1887 wurde er zum Mitglied der Leopoldina gewählt. Er wechselte 1890 an die Universität Halle, an der er Leiter der Universitätspoliklinik wurde. 1894 wurde er zum Ordinarius für Innere Medizin und 1900 zusätzlich zum Direktor der Medizinischen Universitätsklinik ernannt. Er war katholischer Konfession.
Josef von Mering entwickelte unter anderem zusammen mit Emil Fischer 1902 das Schlafmittel Barbital, das 1903 unter dem Handelsnamen Veronal als erstes Barbiturat eingeführt wurde, und war an der Synthese und Erprobung von Paracetamol beteiligt. Bekannt wurde Mering durch die Entdeckung der Bedeutung der Bauchspeicheldrüse für den Stoffwechsel. Er und Oskar Minkowski entfernten 1889 einem Hund die Bauchspeicheldrüse, um die Folgeerscheinungen zu studieren. Einige Zeit später zeigten sich bei dem Hund die typischen Anzeichen eines Diabetes mellitus, und Mering konnte die Zusammenhänge zwischen Zuckerkrankheit und der Bauchspeicheldrüse herstellen. Dadurch waren die Grundlagen zur Entdeckung des Insulins gelegt. Zusammen mit Oskar Minkowski trug er damit dazu bei, die vom französischen Arzt Étienne Lancereaux vertretene These zu bestätigen, dass die Ursache des Diabetes in der Bauchspeicheldrüse zu suchen sei.
So stellte er 1892 fest, dass bei zuckerkrank gemachten Hunden durch Einpflanzung von Bauchspeicheldrüsengewebe eine zeitweilige Besserung ihres Zustandes eintrat.
Das Deutsche Diabetes-Zentrum (DDZ), Leibniz-Zentrum für Diabetes-Forschung an der Heinrich-Heine-Universität Düsseldorf, verleiht seit 2016 die Von Mering Medaille an Persönlichkeiten, die sich langjährig für die deutsche Diabetesforschung und das DDZ eingesetzt haben.

## Veröffentlichungen (Auswahl)
- Ueber den Einfluss des Friedrichshaller Bitterwassers auf den Stoffwechsel. In: Berliner Klinische Wochenschrift. Nr. 11, 1880.
- mit Oskar Minkowski: Diabetes mellitus nach Pankreasexstirpation. In: Archiv für experimentelle Pathologie. Band 26, 1890, S. 371 ff.
- als Hrsg.: Lehrbuch der inneren Medizin. Fischer, Jena 1901.
- mit Emil Fischer: Über eine neue Klasse von Schlafmitteln. In: Therapie der Gegenwart. Band 5, 1908, S. 97 ff.